# بیخیال این مزخرفات، سکس پیستولز از راه رسیده
بی خیال این مزخرفات سکس پیستولز از راه رسیده اولین و تنها آلبوم استودیویی گروه پانک راک سکس پیستولز است که در ۲۸ اکتبر ۱۹۷۷ توسط ویرجین رکوردز در بریتانیا و در ۱۱ نوامبر ۱۹۷۷ توسط برادران وارنر در آمریکا منتشر شد. این آلبوم بر بسیاری از گروه‌های موسیقی، نوازندگان و به‌طور کلی بر صنعت موسیقی غربی تأثیر گذاشته‌است. انرژی خاص آلبوم و خوانندگی طنز آمیز جانی راتن توانست بر موسیقی راک تأثیر به سازایی بگذارد.

از این آلبوم اغلب به عنوان تأثیرگذارترین آلبوم پانک و یکی از مهم‌ترین و بهترین آلبوم‌های تمام دوران یاد می‌شود.
| بررسی انتقادی            | بررسی انتقادی |
| منبع                     | رتبه‌بندی      |
| ------------------------ | ------------- |
| AllMusic                 | [ ۱ ]         |
| Christgau's Record Guide | A             |

روابط داخلی گروه همیشه متزلزل بود و ترکیب اعضای گروه در طول ضبط آلبوم شاهد تغییراتی زیادی شده بود. «گلن متلوک» نوازنده اصلی گیتار بیس، گروه را در اوایل فرایند ضبط ترک کرد، اما او به‌عنوان یکی از نوازندگان در تمام آهنگ‌ها به جز دو قطعه یاد می‌شود. هرچند که او فقط در آهنگ هرج و مرج در انگلیس به نوازندگی بیس می‌پردازد. جلسات ضبط با یک نوازنده باس جدید به نام سید ویشس ادامه یافت که در دو آهنگی که گروه پس از پیوستن او آنان را نوشته به نوازندگی می‌پردازد. در حالی که نوازندگی ویسیوس در دو آهنگ است، عدم مهارت او در نوازندگی این ساز باعث شد که بسیاری از آهنگ‌ها با گیتاریست دیگری به استیو جونز ضبط شود. نوازنده درام پال کوک و خواننده گروه جانی راتن در تمامی آهنگ‌های آلبوم حضور دارند. جلسات مختلف ضبط به‌طور متناوب زیر نظر کریس توماس و بیل پرایس هدایت می‌شد، یا گاهی هر دو با هم به هدایت می‌پرداختند؛ اما از آنجایی که ضبط آهنگ‌های آلبوم اغلب ترکیبی از جلسات مختلف بودند، و اینکه چه کسانی در زمان ضبط در استودیو حضور داشت؛ آهنگ به‌طور مشترک به هر دوی آن‌ها به عنوان تولیدکننده اشاره می‌کند.
در زمان انتشار آلبوم، سکس پیستولز مدت‌ها بود که به عنوان گروهی حاشیه ساز در سطح جامعه انگلیس شناخته می‌شد. آن‌ها در حضور خود در تلویزیون ملی انگلیس با فحاشی موجب قطع برنامه شده بودند. سکس پیستولز تا قبل از انتشار آلبوم از دو شرکت موسیقی مختلف اخراج شده بود. همچنین عنوان آلبوم نیز مورد بازکاوی قرار گرفت، بسیاری از فروشگاه موسیقی از فروش آن خودداری کردند و رادیوهای پخش آهنگ به جای اسم آن از چیز دیگری استفاده می‌کردند.
این آلبوم به حدی بدنام بود که فروش آن توسط اکثر فروشگاه موسیقی ممنوع شده بود، اما با این حال به رتبه اول جدول آلبوم‌های بریتانیا رسید. پس از یک هفته از انتشار آن برای بار دوم به تعداد ۱۲۵٬۰۰۰ نسخه تجدید چاپ شد و تنها چند هفته بعد در ۱۷ نوامبر به گواهی فروش طلا دست پیدا کرد و نزدیک به یک سال، یکی از پرفروش‌ترین آلبوم‌ها در انگلیس باقی ماند و ۴۸ هفته را در بین ۷۵ آلبوم پرفروش جدول‌های فروش موسیقی سپری کرد این آلبوم همچنین توسط انجمن صنعت ضبط موسیقی ایالات متحده آمریکا گواهی پلاتینیوم دریافت کرد و چندین بار نیز بازنشر شده‌است که آخرین آنها در سال ۲۰۱۷ میلادی بود.
در سال ۱۹۸۷ میلادی، مجله رولینگ استون این آلبوم را به عنوان دومین آلبوم برتر ۲۰ سال گذشته خود، پس از گروه بی‌کسان گروهبان فلفل از گروه موسیقی انگلیسی بیتلز معرفی کرد. همین مجله آن را در رتبه ۸۰ ام فهرست ۵۰۰ آلبوم برتر تمام دوران خود در سال میلادی ۲۰۲۰ قرار داد. در سال ۲۰۰۶ میلادی، این آلبوم توسط مجله تایم به عنوان یکی از ۱۰۰ آلبوم برتر تاریخ انتخاب شد.

## فهرست آهنگ

### نسخه ۱۱ آهنگی
همهٔ ترانه‌ها توسط Paul Cook, Steve Jones, Glen Matlock and Johnny Rotten except where noted نوشته شده‌است.
| Side one | Side one                  | Side one                                           | Side one |
| شماره    | نام                       | نویسنده(ها)                                        | مدت      |
| -------- | ------------------------- | -------------------------------------------------- | -------- |
| ۱.       | «تعطیلات در خورشید»       | Paul Cook, Steve Jones, Johnny Rotten, Sid Vicious | ۳:۲۲     |
| ۲.       | «Liar»                    |                                                    | ۲:۴۱     |
| ۳.       | «No Feelings»             |                                                    | ۲:۵۳     |
| ۴.       | «خداوند نگهدار ملکه باشد» |                                                    | ۳:۲۰     |
| ۵.       | «Problems»                |                                                    | ۴:۱۱     |

| Side two | Side two                  | Side two                     | Side two |
| شماره    | نام                       | نویسنده(ها)                  | مدت      |
| -------- | ------------------------- | ---------------------------- | -------- |
| ۶.       | «Seventeen»               |                              | ۲:۰۲     |
| ۷.       | «هرج‌ومرج در پادشاهی متحد» |                              | ۳:۳۲     |
| ۸.       | «Bodies»                  | Cook, Jones, Rotten, Vicious | ۳:۰۳     |
| ۹.       | «پریشان حال»              |                              | ۳:۱۸     |
| ۱۰.      | «New York»                |                              | ۳:۰۷     |
| ۱۱.      | «E.M.I.»                  |                              | ۳:۱۰     |

توجه: «ارسال» در اکثر نسخه‌ها به صورت تک‌آهنگ هفت اینچی یک‌طرفه گنجانده شد.

### نسخه ۱۲ آهنگی (نسخه بریتانیا)
| Side one | Side one              | Side one                     | Side one |
| شماره    | نام                   | نویسنده(ها)                  | مدت      |
| -------- | --------------------- | ---------------------------- | -------- |
| ۱.       | «Holidays in the Sun» | Cook, Jones, Rotten, Vicious | ۳:۲۲     |
| ۲.       | «Bodies»              | Cook, Jones, Rotten, Vicious | ۳:۰۳     |
| ۳.       | «No Feelings»         |                              | ۲:۵۳     |
| ۴.       | «Liar»                |                              | ۲:۴۱     |
| ۵.       | «God Save the Queen»  |                              | ۳:۲۰     |
| ۶.       | «Problems»            |                              | ۴:۱۱     |

| Side two | Side two              | Side two |
| شماره    | نام                   | مدت      |
| -------- | --------------------- | -------- |
| ۷.       | «Seventeen»           | ۲:۰۲     |
| ۸.       | «Anarchy in the U.K.» | ۳:۳۲     |
| ۹.       | «Submission»          | ۴:۱۲     |
| ۱۰.      | «Pretty Vacant»       | ۳:۱۸     |
| ۱۱.      | «New York»            | ۳:۰۷     |
| ۱۲.      | «E.M.I.»              | ۳:۱۰     |

### نسخه ۱۲ آهنگی (نسخه ایالات متحده)
| Side one | Side one              | Side one                     | Side one |
| شماره    | نام                   | نویسنده(ها)                  | مدت      |
| -------- | --------------------- | ---------------------------- | -------- |
| ۱.       | «Holidays in the Sun» | Cook, Jones, Rotten, Vicious | ۳:۲۲     |
| ۲.       | «Bodies»              | Cook, Jones, Rotten, Vicious | ۳:۰۳     |
| ۳.       | «No Feelings»         |                              | ۲:۵۳     |
| ۴.       | «Liar»                |                              | ۲:۴۱     |
| ۵.       | «Problems»            |                              | ۴:۱۱     |
| ۶.       | «God Save the Queen»  |                              | ۳:۲۰     |

| Side two | Side two              | Side two |
| شماره    | نام                   | مدت      |
| -------- | --------------------- | -------- |
| ۷.       | «Seventeen»           | ۲:۰۲     |
| ۸.       | «Anarchy in the U.K.» | ۳:۳۲     |
| ۹.       | «Submission»          | ۴:۱۲     |
| ۱۰.      | «Pretty Vacant»       | ۳:۱۸     |
| ۱۱.      | «New York»            | ۳:۰۷     |
| ۱۲.      | «E.M.I.»              | ۳:۱۰     |

### نسخه بازسازی شده ۲۰۱۲ (نسخه ژاپنی)
| Disc 1 – the original album & B-sides | Disc 1 – the original album & B-sides                    | Disc 1 – the original album & B-sides | Disc 1 – the original album & B-sides |
| شماره                                 | نام                                                      | نویسنده(ها)                           | مدت                                   |
| ------------------------------------- | -------------------------------------------------------- | ------------------------------------- | ------------------------------------- |
| ۱.                                    | «Holidays in the Sun»                                    | Cook, Jones, Rotten, Vicious          | ۳:۲۲                                  |
| ۲.                                    | «Bodies»                                                 | Cook, Jones, Rotten, Vicious          | ۳:۰۳                                  |
| ۳.                                    | «No Feelings»                                            |                                       | ۲:۵۳                                  |
| ۴.                                    | «Liar»                                                   |                                       | ۲:۴۱                                  |
| ۵.                                    | «God Save the Queen»                                     |                                       | ۳:۲۰                                  |
| ۶.                                    | «Problems»                                               |                                       | ۴:۱۱                                  |
| ۷.                                    | «Seventeen»                                              |                                       | ۲:۰۲                                  |
| ۸.                                    | «Anarchy in the U.K.»                                    |                                       | ۳:۳۲                                  |
| ۹.                                    | «Submission»                                             |                                       | ۴:۱۲                                  |
| ۱۰.                                   | «Pretty Vacant»                                          |                                       | ۳:۱۸                                  |
| ۱۱.                                   | «New York»                                               |                                       | ۳:۰۷                                  |
| ۱۲.                                   | «E.M.I.»                                                 |                                       | ۳:۱۰                                  |
| ۱۳.                                   | «No Feelings» (B-Side of A&M God Save the Queen)         |                                       | ۲:۴۶                                  |
| ۱۴.                                   | «Did You No Wrong» (B-Side of Virgin God Save the Queen) |                                       | ۳:۱۱                                  |
| ۱۵.                                   | «No Fun» (B-Side of Pretty Vacant)                       | The Stooges                           | ۶:۲۵                                  |
| ۱۶.                                   | «Satellite» (B-Side of Holidays in the Sun)              |                                       | ۴:۰۰                                  |
| مجموع مدت:                            | مجموع مدت:                                               | مجموع مدت:                            | ۵۱:۱۷                                 |

| Disc 2 – live 1977 | Disc 2 – live 1977    | Disc 2 – live 1977 | Disc 2 – live 1977 |
| شماره              | نام                   | نویسنده(ها)        | مدت                |
| ------------------ | --------------------- | ------------------ | ------------------ |
| ۱.                 | «Anarchy in the U.K.» |                    | ۳:۵۱               |
| ۲.                 | «I Wanna Be Me»       |                    | ۳:۰۵               |
| ۳.                 | «Seventeen»           |                    | ۲:۲۱               |
| ۴.                 | «New York»            |                    | ۳:۲۴               |
| ۵.                 | «E.M.I.»              |                    | ۳:۲۶               |
| ۶.                 | «Submission»          |                    | ۴:۰۵               |
| ۷.                 | «No Feelings»         |                    | ۳:۰۵               |
| ۸.                 | «Problems»            |                    | ۴:۳۴               |
| ۹.                 | «God Save the Queen»  |                    | ۴:۳۱               |
| ۱۰.                | «Pretty Vacant»       |                    | ۴:۱۴               |
| ۱۱.                | «No Fun»              | The Stooges        | ۵:۲۹               |
| ۱۲.                | «Problems»            |                    | ۳:۴۱               |
| ۱۳.                | «No Fun»              | The Stooges        | ۵:۳۲               |
| ۱۴.                | «Anarchy in the U.K.» |                    | ۳:۳۳               |
| مجموع مدت:         | مجموع مدت:            | مجموع مدت:         | ۵۱:۲۲              |

یادداشت
- آهنگ‌های ۱–۱۱ زنده در Happy House، استکهلم، سوئد، ۲۸ ژوئیه ۲۸، ۱۹۷۷
- آهنگ‌های ۱۲–۱۴ زنده در Penzance , Winter Gardens, Cornwall، ۱ سپتامبر ۱۹۷۷

## پرسنل
سکس پیستولز
- جانی راتن - خواننده اصلی
- استیو جونز – گیتار، بیس، بک وکال
- پل کوک – درامز
- گلن متلاک – باس سریال «آنارشی در بریتانیا»
- سید ویشس – باس در «Bodies» و «God Save the Queen»

تولید
- کریس توماس - تهیه‌کننده
- بیل قیمت - مهندسی، تولید مشترک
- جان والز - مهندس دوم AIR Studios

## فهرست فروش
| Chart (1977–85)                       | Peak position |
| ------------------------------------- | ------------- |
| Australian Albums (Kent Music Report) | ۲۳            |
| آلبوم‌های هلندی (جدول‌های هلند)         | 9             |
| آلبوم‌های سوئدی (برترین‌های سوئد)       | 12            |
| آلبوم‌های نیوزیلندی (آرام‌ان‌زد)         | 27            |
| آلبوم‌های نروژی (وی‌جی-لیستا)           | 11            |
| آلبوم‌های بریتانیا (شرکت جدول‌های رسمی) | 1             |
| بیلبورد ۲۰۰ ایالات متحده              | 106           |
| Chart (2000–05)                       | Peak position |
| آلبوم‌های اسپانیایی (پروموزیکای)       | 100           |
| آلبوم‌های بریتانیا (شرکت جدول‌های رسمی) | 20            |
| Chart (2012–16)                       | Peak position |
| آلبوم‌های بلژیکی (اولتراتاپ فلاندرز)   | 181           |
| آلبوم‌های بلژیکی (اولتراتاپ والونیا)   | 125           |
| آلبوم‌های فرانسوی (اس‌ان‌ئی‌پی)           | 101           |
| آلبوم‌های آلمانی (۱۰۰ آلبوم برتر رسمی) | 77            |
| آلبوم‌های بریتانیا (شرکت جدول‌های رسمی) | 24            |

| Chart (1977)    | Position |
| --------------- | -------- |
| UK Albums (OCC) | ۱۲       |

## یادداشت
- Heylin, Clinton (1998). Never Mind the Bollocks, Here's the Sex Pistols. Schirmer Books. ISBN 0-02-864726-2.
- Savage, Jon (2001). England's Dreaming: Sex Pistols and Punk Rock (Revised ed.). Faber and Faber. ISBN 0-571-20744-8.
- Jones, Steve (2017-01-17). Lonely Boy: Tales from a Sex Pistol. Hachette Books. ISBN 978-0-306-82482-1.
- Classic Albums: Sex Pistols – Never Mind the Bollocks, Here's the Sex Pistols (Documentary). Isis Productions. 2002. Archived from the original on 15 January 2020. Retrieved 26 January 2022.